# Пола Стаут
Пола Стаут (при народженні Джозефіна Пола Вайнбах (англ. Josefine Pola Weinbach, 8 січня 1902, Стрий — 12 жовтня 1984) — американська дизайнерка, найбільш відома створенням тонких вовняних тканин. Народилася в Стрию, вона навчалась із Йозефом Гофманом у Відні в Школі мистецтв і ремесл (тепер — Університет прикладного мистецтва) і працювала дизайнером для Віденських майстерень перед тим як іммігрувати в США в 1925 році зі своїм першим чоловіком, архітектором і дизайнером Вольфгангом Гофманом. Вольфган і Пола Гофмани стали видатною командою дизайнерів інтер'єру, що внесли свій внесок для розвитку Американського модернізму на початку 20 століття. Вони розірвали їхнє успішне патрнерство у 1932 році, коли Пола одружилася з популярним автором детективних романів Рексом Стаутом. Пола Стаут була впливовою текстильною дизайнеркою після другого шлюбу.

## Біографія

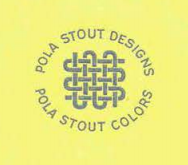
Логотип Pola Stout Inc.

Пола Стаут, при народженні Джозефіна Пола Вайнбах, дочка Шулема і Бетті Еліясевич (Тьюн) Вайнбахів народилась 8 січня 1902 року в місті Стрию, тоді Австро-Угорщина, сьогодні — Україна. В дитинстві вона подружилася зі швачками, і використовувала залишки тканин із їхніх швейних столів для моделювання одягу для її ляльок, які вона демонструвала на вікні, що виходило на вулицю. Вона не змогла переконати батьків, щоб ті дозволи їй продовжити кар'єру в мистецтві. Натомість вона пішла в Львівський університет, де вивчала філософію. На додаток до її курсової роботи, вона працювала модисткою і заощадила достатньо грошей для втечі у Відень. В день свого прибуття влаштувалася на навчання в Школу мистецтв і ремесл (нині Університет прикладного мистецтва Відня) з Йозефом Гофманом. Щоб заощадити гроші для навчання, вона перших шість тижнів спала на лавочці у парку у австрійській столиці.
Під час чотирьох років свого навчання в Школі мистецтв і ремесл Пола Вайнбах розробляла текстилі для Віденських майстерень і працювала на Зигмунда Фрейда, ремонтувавши Мануфактуру Гобеленів. Потім вона жила в Парижі, працюючи в будинку тканин, що постачав високу моду, а потім переїхала до Берліна. 28 грудня 1925 року вона одружилася з Вольфгангом Хофманом, сином Йозефа Гофмана, який переїхав до Нью-Йорка, щоб працювати помічником архітектора-дизайнера Джозефа Урбана. Пара іммігрувала до США, і через дев'ять місяців з Урбаном вони створили власне незалежне дизайнерське партнерство з офісами на Медісон-авеню на Манхеттені. Перші роки в Америці були важкими; Вольфганг працював у машинобудівному цеху, а Пола створювала абажури та жіночі шапки.
Замовлення почались з двох кінотеатрів арт-хаусного кіно в Нью-Йорку — Театр Святого Георгія в Брукліні (1927) та Малий театр Карнегі на Манхетенні (1928). Розташований лише на декілька кроків східніше Карнегі-хола, Малий театр Карнегі був інтимним модерністським театром на відміну від багатих палаців кіно, що були тоді в моді. Крім основної аудиторії, унікальне планування включало художню галерею, кімнату для гри в бридж, кімнату для настільного тенісу, кімнату для відпочинку та танцмайданчик. Зруйнований у 1982 році, театр високо цінувався витонченими жителями Нью-Йорка за його суворий інтер'єр сріблясто-чорного кольору та його відданість міжнародному кіно.
Менш відомі сьогодні, ніж деякі із їхніх колег по промисловому дизайну, які були більш майстерними в саморекламі, Вольфганг та Пола Гофмани були серед іммігрантів, що зробили значний внесок у розвиток американського модернізму та естетики дизайну американського модерну на початку 20 століття. У 1928 році вони були серед 14 архітекторів та дизайнерів, які заснували Американську галерею дизайнерів — «присвяченій виключно для демонстрації об'єктів та інтер'єрів практичного використання» — і вони були серед тих, хто створив Американський союз художників декоративно мистецтва та ремісників, найбільш амбіційну професійну групу дизайнерів епохи. В 1930 році Американський союз художників декоративно мистецтва та ремісників провів виставку меблів та декоративного мистецтва у Великому Центральному палаці в п'яти модельних номерах, один з яких був розроблений Гофманами. В 1931 році вони представили офісний інтер'єр на великій та важливій виставці членів Американського союзу художників декоративно мистецтва та ремісників, організованій Вольфгангом Гофманом і Кемом Вебером в Бруклінському музеї.
Гофмани часто давали можливість виставляти свої роботи, і створювали сучасні американські меблі та інтер'єри для магазинів, ресторанів, і приватних клієнтів включаючи Місіс Отто Чарльз Зомеріх і Хелену Рубінштейн. Замовлення на оформлення інтер'єру у Поли Гофман включали в себе апартаменти Чарльза Дж. Лібмана та все ще існуючу будівлю Вейлера (1928) на вулиці Сауз Воррен, 407, м. Сірак'юс, штат Нью-Йорк. Магазин Рени Розенталь на Медісон-авеню мав свою лінію аксесуарів — олов'яні тримачі сигарет та попільнички, і настільні набори з натуральної деревини і олова — які вихваляли в The New Yorker. «Ці приємні утилітарні риси абсолютно неприкрашені; їхня лінія та пропорція, обидві є радістю для споглядання, всі вони у вигляді орнаменту, і це чудово.»
«Це справді було б прогресом, якщо через масове виробництво буде випуск товарів, що мають просту спрямованість дизайну» Пола Гофман сказала в своєму інтерв'ю в 1931 році. Вибираючи лише ті речі, які є простими, ми отримуємо від них більше задоволення — ми не втомлюємося від них так швидко. … Треба купувати лише ті меблі, які ми вважаємо необхідними, які служать утилітарним цілям. Чим простіші і практичніші меблі та аксесуари, тим менше роботи потрібні для їхнього чищення. Це однаково вірно для одягу."
Наприкінці 1931 року письменник Льюїс Ганнет і його дружина Рут (колись була в шлюбі з дизайнером Егмонтом Аренсеном) взяли із собою Вольфгана і Полу Гофманів, коли вони відвідували письменника Рекса Стаута, який будував модерністський залізо-бетонний будинок свого власного дизайну на пагорбі між Брюстером, штат Нью-Йорк і Данбері, штат Коннектикут. Шлюби Стаутів та Гофманів були проблемними, і обидва розпалися наступного року. Пола Гофман та Рекс Стаут одружились 21 грудня 1932 року на цивільній церемонії в його будинку, Хай Мідоув (англ. High Meadow). Вона стала натуралізованою громадянкою США в 1936 році.
Після другого шлюбу Пола Стаут була впливовою дизайнеркою текстильних виробів, однією з групи обраних, що першими почали відроджувати ремесло ткацтва в 1930-х роках. Її велика, добре освітлена майстерня знаходилась у східному крилі другого поверху Хай Мідоув. Вона мала двох доньок і злагоджене, родюче господарство з Рексом Стаутом. Нью-Йорк Таймс відзначало, що «коли вона пряде нитки в одному крилі їхнього сільського будиночка, що стоїть на пагорбі, він пряде свої нитки про Ніро Вульфа в іншому»
Ткацтво Хай Мідоув постачалося в найкращі будинки моди в Нью-Йорку і Пола створила колекції для Alfred Dunhill Ltd. і Otterburn Mill у Великій Британії. Незважаючи на те, що Стаут почала свою дизайнерську кар'єру, створюючи ручної роботи тканини для спеціального одягу та окремих клієнтів, вона знаходила найбільше задоволення при плануванні дизайнів, виконаних на механічних верстатах.
З 1940 по 1945 рік Стаут була начальником відділу в Botany Worsted Mills під назвою Pola Stout Fabrics; вона була першою жінкою, яка отримала таку можливість у американській вовняній промисловості. У 1946 році вона зареєструвала офіси в Нью-Йорку. Застрахована вісьмома виробниками, вона орендувала приміщення у Філадельфії для власної текстильної фабрики, яка експлуатувалася з 1946 по 1954 роки. У 1948 році компанія Pola Stout Inc. використовувала штат з 17 ткачів та виготовляла 2000 квадратних ярдів (приблизно 1672 квадратних метра) тонкої тканини на тиждень. Пізніше вона створювала колекції для J. P. Stevens & Company (1958-59) і була дизайнером-консультантом для Ames Textile Corporation.
«Методи масового виробництва в американській швейній промисловості зроблять можливим кожному одягатися модно і привабливо», говорила вона. «Моє власне відчуття полягає в тому, що масовий смак потенційно стабільніший, ніж смак людей, які люблять моду заради власної користі — і можуть дозволити собі це. Середньостатистична жінка, яку я знайшла, є чесною, простою, і невибагливою в своєму смаці, і я відчуваю, що дизайнер зобов'язаний більше зацікавити її основними потребами.»
Стаут розробила корельовані вовни в трьох різних вагах, з кольорами та візерунками, які підходять або приємно протиставляються. Кожна річ в гардеробі може носитись з іншою: костюм, придбаний на рік, гармонізується з курткою, придбаною для наступного сезону, та з сукнею чи піджаком придбаним наступним. Заснована на якості, красі, довговічності та класичному стилі, простий задум вибудовує живучий гардероб, який виражає особистість власника. Тканини Поли Стаут продавались по дворах в дрібних магазинчиках, включаючи B. Altman and Company, які в 1942 році створила новий відділ, присвячений виключно лінійці Поли Стаут присвячених ботаніці багаторічних рослин. У цій колекції і їй наступних, Ботанічні однорічні рослини, Стаут застосувала наукову дисципліну оствальдської кольорової системи до своєї власної аналогічної системи.
«Її вишукано красива вовняна тканина — захоплююче видовище», — писало Чикаго Триб'юн. «Вона плете з майстерністю композитора симфоній, з уявою художника, який намагається захопити туманну блакитну ранкову імлу та з чесністю цілком чесної людини. Всі відображено в її незрівняній тканині, дуже дихання американської декорації та способу життя. … Її м'які тони в ярликах або сміливі смужки та пледи — це те, що робить американський одяг найкращим від будь-якого іншого в світі.»
Пола Стаут створила колекції тканин для знаменитих дизайнерів в тому числі Елізабет Хаус, Мюріел Кінг, Mainbocher, Джо Коупленд, Крістіан Діор, Едіт Хед, Норман Норелл, Клер Поттер, Едвард Моліно, Valentina, Філіп Мангоне, Вінсент Монте-Сано, Поліна Тригер, Zuckerman & Kraus і Irene. Вона часто працювала з Адріаном, в відомій співпраці, яка почалась в 1940-х роках.
«У своєму прагненні використовувати унікальний текстиль, — писав Музей мистецтва Метрополітен, — Адріан часто включав ті, що були дизайну Поли Стаут, чиї тканини часто мали блоки та смуги кольорів. Адріан знайшов геометричні візерунки Стаут, що добре підходять для його прикрашеного одягу, де він використовував улюблену техніку маніпулювання смугастими тканинами, щоб вони служили подвійним цілям, як структура і як орнамент.» Стаут також створила збірку зі справжньої вовни, деякі в тонких темних пледах і арлекінових діамантах, які Адріан використовував для чоловічого одягу.
Після відвідин Гайд-парку в 1940 році, Стаут мала темно-синю і кольору слонової кістки пледову вовняну сорочку для президента Франкліна Д. Рузвельта, який носив її під час війни. У липні 1949 р. Елеонора Рузвельт особисто зустрілась із Полою Стаут на її радіопрограмі. Тієї осені та пізніше, Стаут надіслала колишній першій леді колекцію тканин, які вона спеціально розробляла і вишивала для неї, з пропозиціями для її одягу.
В 1957 році, Беннінгтонський коледж презентував першу повну експозицію текстилю Поли Стаут — вибрані тканини ручної роботи, тканини ткані на верстатах, що були виготовлені на її Філадельфійському комбінаті та у Великій Британії, зразки пряжі, портфоліо координованих тканин та фотографії одягу, виготовленого з тканин Поли Стаут відомими американськими дизайнерами. У примітках, підготовлених до відкриття виставки, мистецтвознавець Олександр Дорнер представив Полу Стаут як одного з найважливіших піонерів у галузі прикладного мистецтва.
Інші персональні виставки робіт Стаут були представлені в Філадельфійському музеї коледжу мистецтв та в Інституті моди технологій, де Стаут була викладачем та консультантом.
Стаут була судовим виконавцем літературного майна Рекса Стаута після смерті чоловіка в жовтні 1975 року. В подальші роки вона частково завершила великий проект, створивши колекцію з 50 пледів, по одному для кожного штату США. До 1981 року вона переїхала з Хай Мідоув в Стемфорд, штат Коннектикут. Вона померла 12 жовтня 1984 року у віці 82 років після серцевого нападу.

## Виставки
| Дата    | Виставка                                                                    | Місце проведення                                                                    | Примітки |
| ------- | --------------------------------------------------------------------------- | ----------------------------------------------------------------------------------- | --- |
| 1928    | Ткані килими ручної роботи, розроблені сучасними американськими художниками | Арт Центр, 65–67 East 56th Street, Нью-Йорк                                         | Групова виставка килимів розроблених Томасом Бентоном Гартом, Джорджем Біддлем, Хьюго Гелертом, Полою Гофман, Ілонкою Карес, Генрі Варнум Пуром, Джоном Сторзом, Мері Танахіл, Едвардом Ульріхом та іншими, виготовлених New Age Association в горах Блакитного хребта Північної Кароліни |
| 1928    | Виставка вітрин                                                             | Галерея американських дизайнерів, лобі «Chase Bank», 145 West 57th Street, Нью-Йорк | Виставка 14 митців у тому числі Люсьен Бернхард, Дональд Дескі, Вольфганг і Пола Гофмани, Реймонд Гуд, Елі Жак Кан, Генрі Варнум Пур, Вінольд Райсс і Джозеф Урбан |
| 1929    | Міжнародна виставка сучасного скла та килимів                               | Музей мистецтва Метрополітен                                                        | Мандрівна групова виставка Американської федерації художників, включаючи один килим, розроблений Полою Гофман |
| 1929    | Виставка вітрин                                                             | Американська дизайнерська галерея                                                   | Групова виставка, що включає в себе столову нішу, розроблену Вольфгангом і Полою Хофманами, та інші інтер'єри Дональда Дескі, Ілонки Карес, Генрі Варнума Пура, Вінольда Райсса, Германа Росса і Джозефа Урбана |
| 1930    | 12-та щорічна домашня виставка                                              | Великий центральний палац                                                           | Включає в себе п'ять модельних кімнат, розроблених п'ятьма членами Американського Союзу декоративних художників та ремісників — Дональд Дескі, Вілліс С. Гаррісон, Фредерик Кіслер, Вольфганг і Пола Гофмани, і Александр Качинський |
| 1931    | Сучасне виробниче та декоративне мистецтво                                  | Бруклінський музей                                                                  | Виставка Американського союзу декоративних художників та ремісників. Виставка текстилю, меблів, типографіки та дизайну книг організована Вольфганом Хофманом та Кемом Вебером. Серія облаштованих номерів, включаючи столову нішу 1929 року Вольфганга і Поли Хофманів і офісний інтер'єр, а також робота близько 70 майстрів, у тому числі Егмонта Аренса, Антона Брюля, Дональда Дескі, Пола Франкла, Гюго Джама, Вілліса С. Гаррісона, Густава Дженсена, Александра Качинського, Марішки Карес, Еріка Магнуссена, Генріетт Райсс, Рут Рівз, Гілберта Роде, Юджина Шена, Лі Сімонсона, Бука Ульрейха, Кема Вебера, Валлі Вільстіер, Кента Роквелла, Френка Ллойда Райта, Нормана Бел Геддеса, Х'ю Фрійсса, Вальтера Дорвіна Тейга і Рассела Райта |
| 1939    | Декоративне мистецтво                                                       | Міжнародна виставка «Золоті Ворота»                                                 | Групова виставка у Палаці образотворчого та декоративного мистецтва, Острів скарбів, у тому числі тканина шерстяного драпірування від Поли Стаут |
| 1951    | Рукоділля в корельованих модах                                              | Американський дім, 32 східна 52-я вулиця, Нью-Йорк                                  | Групова виставка, в тому числі два костюми, розроблені Адріаном з тканин Поли Стаут |
| 1956    | Текстиль США                                                                | Музей сучасного мистецтва (Нью-Йорк)                                                | Юридична національна виставка, в яку входила дизайнерська набивка Поли Стаут (1951 р.), повністю камвольно-різнобарвна ткана саржа |
| 1957    | Пола Стаут                                                                  | Бенінгтонський коледж                                                               | Перша всеосяжна персональна експозиція текстилю від Поли Стаут |
| 1958    | Тканини дизайну Поли Стаут                                                  | Музей коледжу мистецтв Університету Філадельфії                                     | Персональна виставка |
| 1958–60 | Волокна, інструменти та ткацтво                                             | Мандрівна виставка                                                                  | Групова виставка американських майстрів |
| 1960    | Логіка та магія кольорів                                                    | Національний музей дизайну Купер—Г'юїт                                              | Групова виставка, в яку входить ткана ковдра від Поли Стаут, виконана для J. P. Stevens & Company |
| 1961–62 | Тканини для одягу від Поли Стаут                                            | Інститут моди технологій                                                            | Однорічна персональна виставка |
| 1961–62 | Fabrics International                                                       | Мандрівна виставка                                                                  | Групова виставка, спонсорована Музеєм сучасних ремесел та Музеєм мистецтв Філадельфійського музею |
| 1963    | Сплетені композиції                                                         | Університет Карнегі-Меллон                                                          | Персональна виставка |
| 2000    | Мода живе, мода живе                                                        | Музей дизайну Гольдштейна, Університет Міннесоти                                    | Ретроспектива з Полою Стаут, Адріаном, Чарльзом Джеймсом та Жанною Ауербахер |

## Згадки в мистецтві
Пола Стаут розглядається як прототип для кількох жінок чесності і цілі в збірнику Рекса Стаута про Ніро Вульфа. Її місце в текстильній і модній індустрії ставало заднім планом та сюжетом для таких оповідань, як «Червона скринька» (1937), «Червоні нитки» (1939) та «Пастка для вбивці» (1958). Пряме посилання на Pola Stout Inc. з'являється в романі 1949 року «Друге зізнання» (глава 6), в якому Медлен Сперлінг носить «м'яку, але гладку коричневу-чорну вовняну сукню, яка виглядали як тканина PSI».